# Grube Johann Wilhelm
Die Grube Johann Wilhelm  ist eine ehemalige Braunkohlegrube des Bensberger Erzreviers in Bergisch Gladbach. Das Gelände gehört zum Stadtteil Stadtmitte.

## Geschichte
Johann Wilhelm Lommertzen aus Gladbach mutete das Grubenfeld Johann Wilhelm auf Braunkohle am 4. Mai 1821. Die Belehnung an Lommertzen erfolgte am 23. Oktober 1822. Seit 1824 gab es mit Gerhard Hölzer einen zusätzlichen Gewerken. Dieser mutet die Grube Johann Wilhelm erneut am 1. Mai 1827. Im Besichtigungsprotokoll vom 29. Mai 1827 wurden zusätzlich Gerhard Lindlar als Zechenverwalter und Gerhard Jacob Fues, der Gewerke von der Braunkohlegrube Heidkampsmaaßen, als weiterer Gewerke erwähnt. Die erneute Belehnung erfolgte am 9. Dezember 1827. Aus einer Notiz vom 7. Januar 1831 ergibt sich, dass noch keine Lochsteine gesetzt worden waren. Daher konnte Hölzer die genauen Grenzen des Braunkohlefeldes nicht erkennen. Gleichwohl ließ er sich bei seinen weiteren Arbeiten nicht stören und setzte die Arbeiten fort. Seit dem 13. Januar 1831 wurden daher Vorbereitungen für eine Neuvermessung getroffen. Das Protokoll vom 4. November 1831 vermeldet den Vollzug.

## Betrieb
Über den Betrieb der Grube liegen keine Informationen vor.

## Lage und Relikte
Das Grubenfeld Johann Wilhelm, im Volksmund de Zanders Trasskuhl, lag westlich von der Bensberger Straße etwa in Höhe der Zufahrt zum Hallenbad. Südlich grenzte es an das Grubenfeld Heidkampsmaaßen, das ebenfalls Bestandteil der so genannten Zanders Trasskuhl war. An dieser Stelle befindet sich heute ein Teil der Papiermaschine 3 der Papierfabrik Zanders.